# RQA (Rufzeichen)
RQA war das Rufzeichen der ersten russischen Sendeanlage, die sich bei Archangelsk befand und 1913 in Betrieb ging. Der Sender RQA verwendete als Antennentürme drei freistehende Stahlfachwerktürme, welche eine Dreieckflächenantenne trugen. 1937 wurde die Station modernisiert. Heute befindet sich auf dem Areal der Anlage der Archangelsker Fernsehturm, ein 208 Meter hoher, freistehender Stahlfachwerkturm.